# Homeland (Califòrnia)
Homeland és una concentració de població designada pel cens dels Estats Units a l'estat de Califòrnia. Segons el cens del 2000 tenia 3.710 habitants.

## Demografia
Segons el cens del 2000, Homeland tenia 3.710 habitants, 1.572 habitatges, i 985 famílies. La densitat de població era de 434,1 habitants/km².
Dels 1.572 habitatges en un 21,4% hi vivien nens de menys de 18 anys, en un 48,6% hi vivien parelles casades, en un 9,5% dones solteres, i en un 37,3% no eren unitats familiars. En el 33,1% dels habitatges hi vivien persones soles el 22% de les quals corresponia a persones de 65 anys o més que vivien soles. El nombre mitjà de persones vivint en cada habitatge era de 2,36 i el nombre mitjà de persones que vivien en cada família era de 2,99.
Per edats la població es repartia de la següent manera: un 23% tenia menys de 18 anys, un 6,7% entre 18 i 24, un 21,1% entre 25 i 44, un 18% de 45 a 60 i un 31,1% 65 anys o més.
L'edat mediana era de 44 anys. Per cada 100 dones de 18 o més anys hi havia 88,2 homes.
La renda mediana per habitatge era de 20.607 $ i la renda mediana per família de 22.631 $. Els homes tenien una renda mediana de 25.481 $ mentre que les dones 20.038 $. La renda per capita de la població era d'11.338 $. Entorn del 19,6% de les famílies i el 26,4% de la població estaven per davall del llindar de pobresa.

## Poblacions més properes
El següent diagrama mostra les poblacions més properes.